# Ernie Clements
Ernest Albert Ernie Clements (28 de fevereiro de 1922 — 3 de fevereiro de 2006) foi um ciclista britânico que competiu representando o Reino Unido em duas provas nos Jogos Olímpicos de 1948, em Londres, onde conquistou a medalha de prata na prova de estrada por equipes.